# Gouden leeuwaapje
Het gouden leeuwaapje of gewoon leeuwaapje (Leontopithecus rosalia) is een zoogdier uit de familie van de klauwaapjes (Callitrichidae). De wetenschappelijke naam van de soort werd voor het eerst geldig gepubliceerd door Carl Linnaeus in 1766. Het is de bekendste van de vier soorten leeuwaapjes (Leontopithecus). Hij komt enkel voor in het ernstig versnipperde Atlantische regenwoud in het zuidoosten van Brazilië. Het gouden leeuwaapje is sinds de jaren zestig onderwerp van een intensieve beschermingscampagne, geleid door het Smithsonian Institution. Dit heeft geleid tot een wereldwijd fokprogramma in dierentuinen en een succesvol herintroductieproject. Eens bijna uitgestorven leven nu weer meer dan duizend gouden leeuwaapjes in het wild.

## Beschrijving

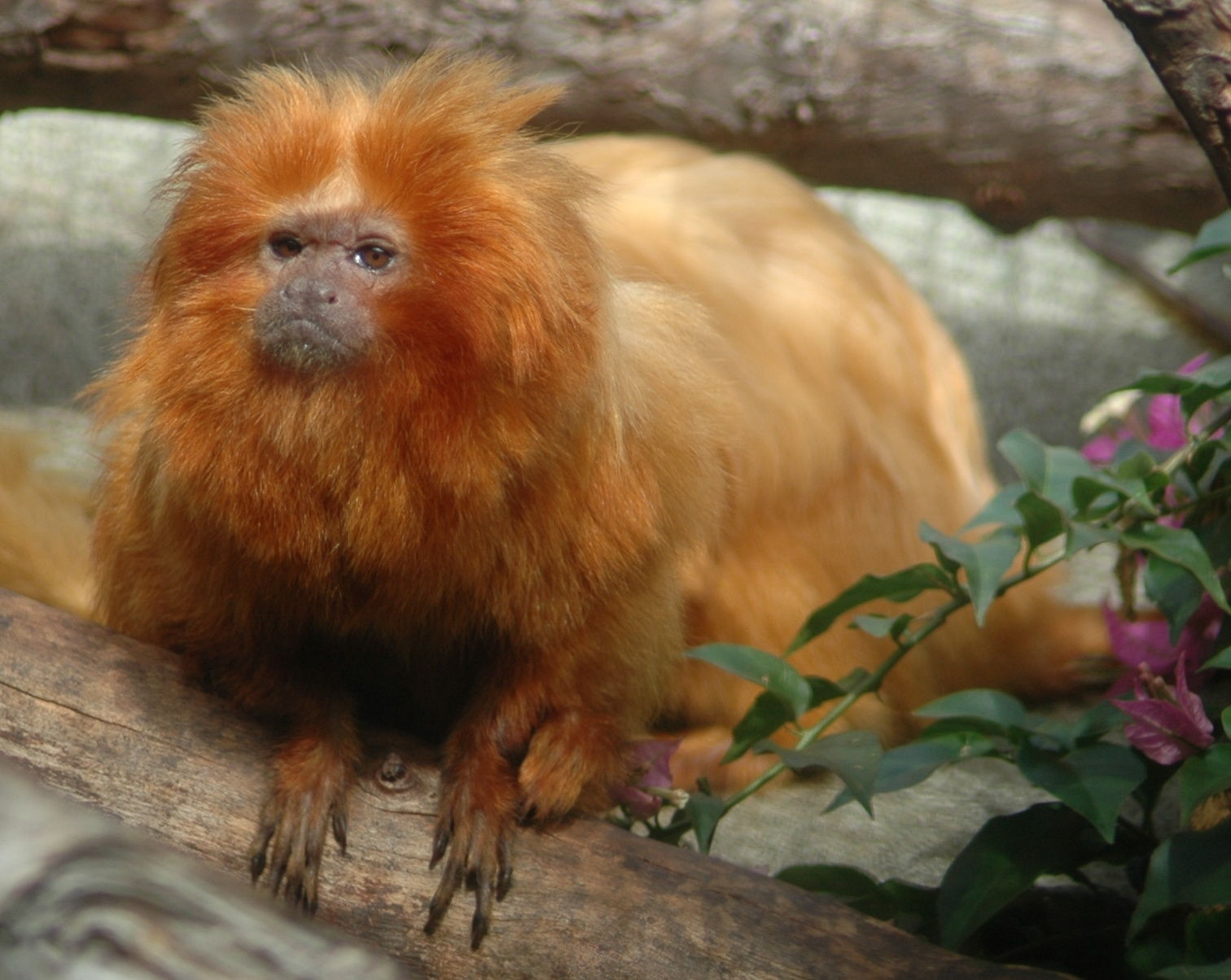

Het gouden leeuwaapje wordt beschouwd als een van de mooiste apensoorten. Hij heeft een zijdeachtige, rossige (soms wittige), goudoranje vacht en manen, die de oren bedekken. Het gezicht is naakt en donker van kleur. Hij wordt 20 tot 25 centimeter lang, de staart is tussen de 31,5 en de 40 centimeter lang. Het lichaamsgewicht bedraagt 600 tot 800 gram. Het is een van de grotere soorten klauwaapjes.

## Verspreiding
Het gouden leeuwaapje komt enkel voor in het Atlantische kustregenwoud in de staat Rio de Janeiro, Brazilië. Tegenwoordig is de verspreiding beperkt tot enkele bossen in het stroomgebied van de Rio São João. Het zijn echte boombewoners.

## Gedrag
Gouden leeuwaapjes foerageren voornamelijk overdag, maar ook 's nachts. Ze eten voornamelijk sappige vruchten en scheuten. Ook jagen ze op insecten, spinnen en hagedisjes. Ook eten ze honing, gom en vogeleieren. Met zijn lange, dunne vingers en handen kan hij keverlarven en andere insecten vinden onder de bast of in boomspleten. 's Nachts schuilen ze in een boomholte, een enkele keer tussen dichte beplanting van takken en lianen.
Gouden leeuwaapjes leven in familiegroepjes van vier tot elf dieren, bestaande uit een paartje en hun jongen. Het groepje heeft een territorium van ongeveer 42 hectare. Enkel het dominante paartje plant zich voort. De jongen worden na een draagtijd van 132 tot 140 dagen geboren. Het wijfje krijgt meestal twee jongen per worp, waarbij het ene jong zich aan de buik vastklampt, en het andere aan de rug. Beide ouders zorgen voor de jongen, evenals de overige groepsleden.
Gouden leeuwaapjes kunnen ongeveer 14 jaar oud worden. Een gouden leeuwaapje in de dierentuin van San Diego leefde nog in december 1995 op de leeftijd van 28 jaar en twee maanden. Natuurlijke vijanden van het gouden leeuwaapje zijn onder andere de ocelot, slangen en roofvogels als arenden en haviken.

## Bedreiging

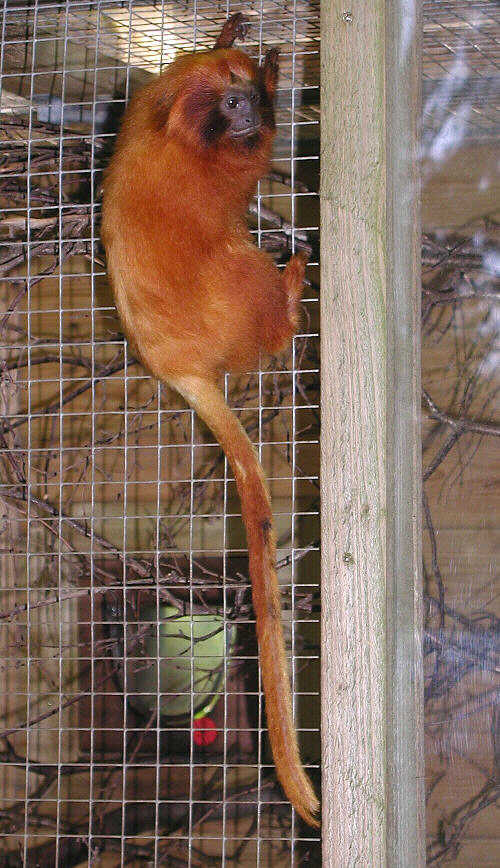
Gouden leeuwaapje in Paignton Zoo in Devon

In de negentiende eeuw kwam het gouden leeuwaapje nog in de hele staat Rio de Janeiro voor. Door versnippering van het leefgebied (Zuidoost-Brazilië is een van de dichtstbevolkte gebieden in Zuid-Amerika en door de stranden zeer populair onder toeristen) was het gouden leeuwaapje echter bijna uitgestorven geweest. Ook de handel vormde een grote bedreiging; door zijn aantrekkelijke uiterlijk was het gouden leeuwaapje populair onder dierentuinen en liefhebbers van exotische huisdieren, en werden vele leeuwaapjes uit hun natuurlijke leefgebied weggehaald. Sinds het begin van de jaren zeventig is de handel in leeuwaapjes wereldwijd verboden. Tegenwoordig wordt het gouden leeuwaapje beschouwd als een van de ernstigst bedreigde primatensoorten.
Vanaf de jaren zestig van de twintigste eeuw is actie ondernomen om de soort te redden van de ondergang. Een fokprogramma werd opgestart in dierentuinen en gebieden waar de soort nog voorkwam, werden opgekocht. Ook werden er populaties uit bedreigde gebieden verplaatst naar veilige bossen. Helaas werden twee van de belangrijkste bossen in 1971 gekapt voordat er genoeg geld was ingezameld om de gebieden te kopen. Tegenwoordig leeft het grootste deel van de wilde populatie in het Reserva Biológica de Poço das Antas en het Reserva Biológica União. Dankzij het fokprogramma is er nu een stabiele populatie van zo'n vijfhonderd leeuwaapjes in dierentuinen. Enkele van deze dierentuinaapjes zijn sinds 1984 weer uitgezet. Zo'n veertig procent van de totale populatie in het wild stamt af van deze aapjes.
Sinds 2003 leven er weer zo'n duizend gouden leeuwaapjes in het wild. De populatie kan echter niet meer uitbreiden door de versnippering van het leefgebied. Om dit probleem te verhelpen, zal er in de toekomst open gebied tussen de wilde populaties worden herbebost.